# Животворящ източник (Череплян)
Вижте пояснителната страница за други значения на Животворящ източник.
„Животворящ източник“ (на гръцки: Ιερός Ναός Ζωοδόχου Πηγής) е възрожденска църква в село Череплян (Илиокоми), Гърция, енорийски храм на Зъхненската и Неврокопска епархия.
Построена е през 1866 година в центъра на селото след като християнското население на Череплян успява да получи разрешение от местния ага. В архитектурно отношение е типичната за епохата трикорабна базилика с трем на запад.